# Station Veurne
Station Veurne is een spoorwegstation langs spoorlijn 73 in de Belgische stad Veurne. Het station werd geopend op 18 mei 1858. In 2021 sloten de loketten hun deuren. Sindsdien is het een stopplaats.
Het station ligt op een stuk enkelspoor, dat begint na station Diksmuide en eindigt tussen de stations Koksijde en De Panne. In station Veurne is uitwijken mogelijk dankzij het tweede spoor. Aangezien de doorkomsten in de beide richtingen elkaar kort opvolgen (in het enkelsporige station Koksijde zijn bijvoorbeeld slechts zes minuten tussen beide doorkomsten) gebeurt het vaak dat de trein richting De Panne al bij een vertraging van een paar minuten enige tijd moet wachten in station Veurne.
Hoewel Veurne op een paar kilometer van de Belgische kust ligt, geldt het station voor de NMBS als kuststation. Dit houdt in dat Veurne als bestemming kan worden gekozen voor sommige tariefformules, zoals Een dag aan zee. Ook de extra toeristentreinen naar De Panne in de zomer stoppen steeds in station Veurne. De goede busverbindingen met badplaatsen waar geen spoorwegstation op wandelafstand ligt (met name De Panne-centrum, Koksijde-bad, Oostduinkerke en Nieuwpoort) hebben hier veel mee te maken.
Het station wordt bediend door verschillende buslijnen van De Lijn: 32 (Veurne - Diksmuide), 50 (Veurne - Ieper), 56 (Veurne - De Panne), de lijnenbundel 68 en 69 (Veurne - Nieuwpoort - Oostende) en tot slot drie verschillende belbussen.
Opmerkelijk dat station Koksijde ook binnen de gemeentegrenzen van Veurne ligt. In vogelvlucht liggen beide stations amper iets meer dan een kilometer van elkaar verwijderd. De inwoners van Veurne maken dan ook gebruik van beide stations, afhankelijk van de wijk waar ze wonen.

## Geschiedenis
Vanaf 17 juli 1889 werd het station bediend door de buurtspoorwegen. Er waren buurtspoorweglijnen naar Ieper, Poperinge, De Panne en Oostende. Vanaf 16 juli 1929 reden er elektrische trams naar Oostende en op 1 augustus naar De Panne. Op 5 september 1954 reed de laatste tram in Veurne.
Aan het einde van de negentiende eeuw werd een stationsgebouw in neogotische stijl, ontworpen door de Brusselse architect Jacques Théodore Joseph Wisselez, opgericht. Het nieuwe station werd officieel geopend op 25 augustus 1895.

## Toekomstplannen
In de toekomst zal de omgeving rondom het gebouw heraangelegd worden. Lijnbussen rijden rond het station, dat een eiland vormt. Er wordt ook rekening gehouden met een eventuele doortrekking van de Kusttram uit Koksijde aan de andere kant van de sporen.
Begin 2019 begon NMBS met de vernieuwing en de verhoging van beide perrons. De perrons komen hierdoor op een standaardhoogte van 76 centimeter, wat het in- en uitstappen uit de trein vergemakkelijkt. Hierbij werd het perron van spoor 1 (richting Gent) zo'n 50 meter opgeschoven omdat de oude locatie verkocht is samen met het stationsgebouw. In juli 2019 werden de bouwsteigers na 15 jaar verwijderd van het gebouw. Het station kreeg een grondige gevelrenovatie waarbij het de oorspronkelijke gele kleur terug kreeg. Hiernaast kregen de perrons ook nieuwe verlichting en een nieuwe geluidsinstallatie. NMBS plant in samenwerking met de stad ook een nieuwe pendelparking en Stad Veurne werkt ook aan een nieuw stationsplein in samenwerking met De Lijn.

## Galerij

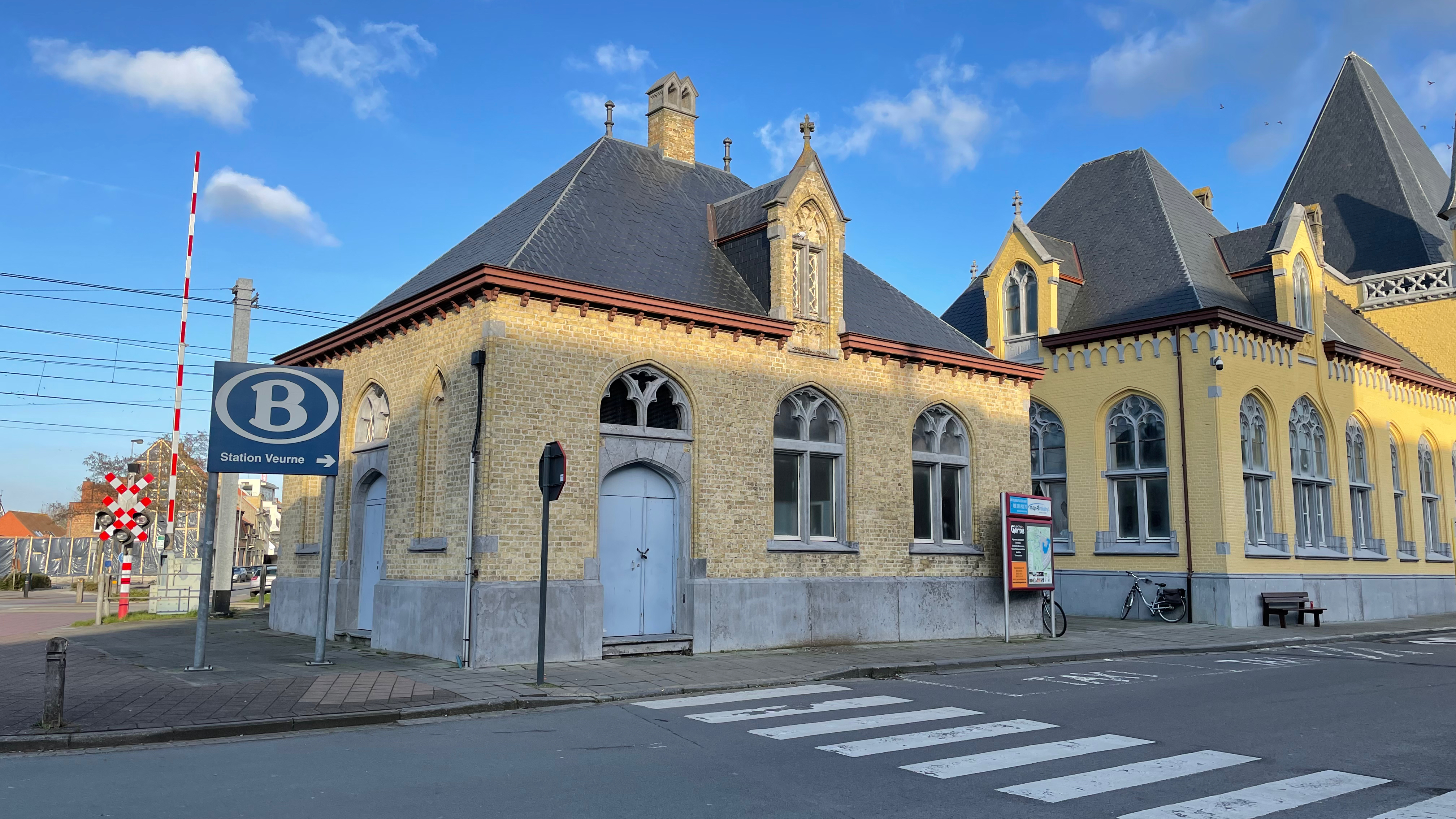
Zijgebouw station
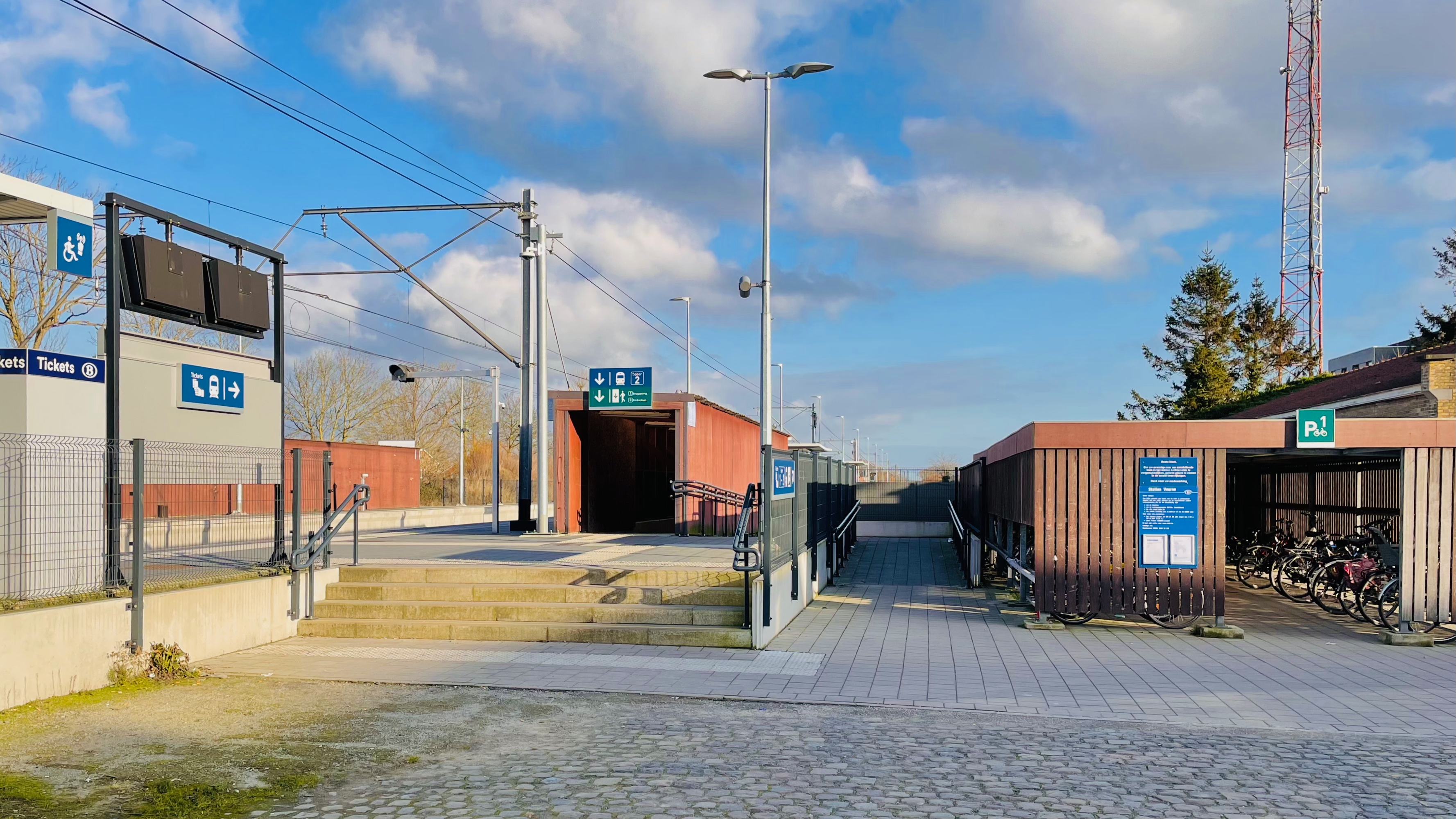
Toegang tot het station
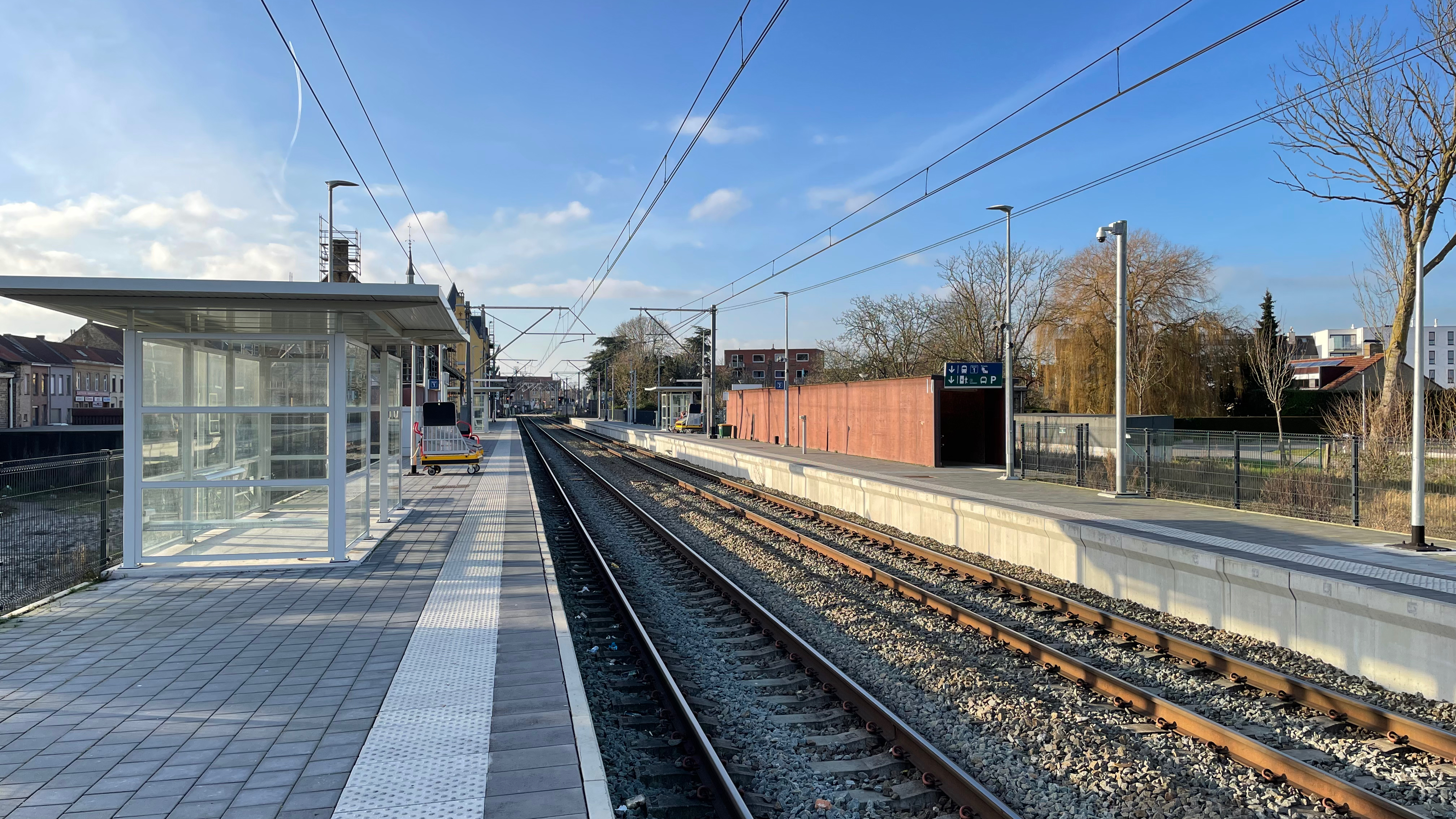
Zicht op de perrons
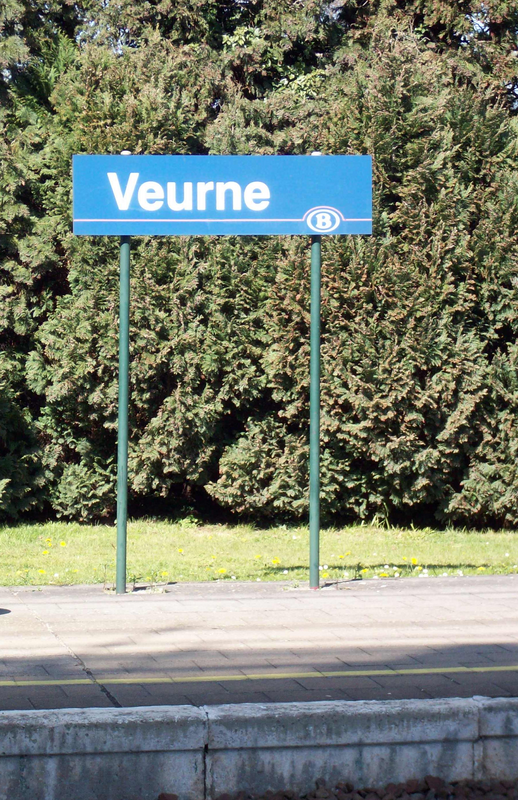
Naambord station Veurne
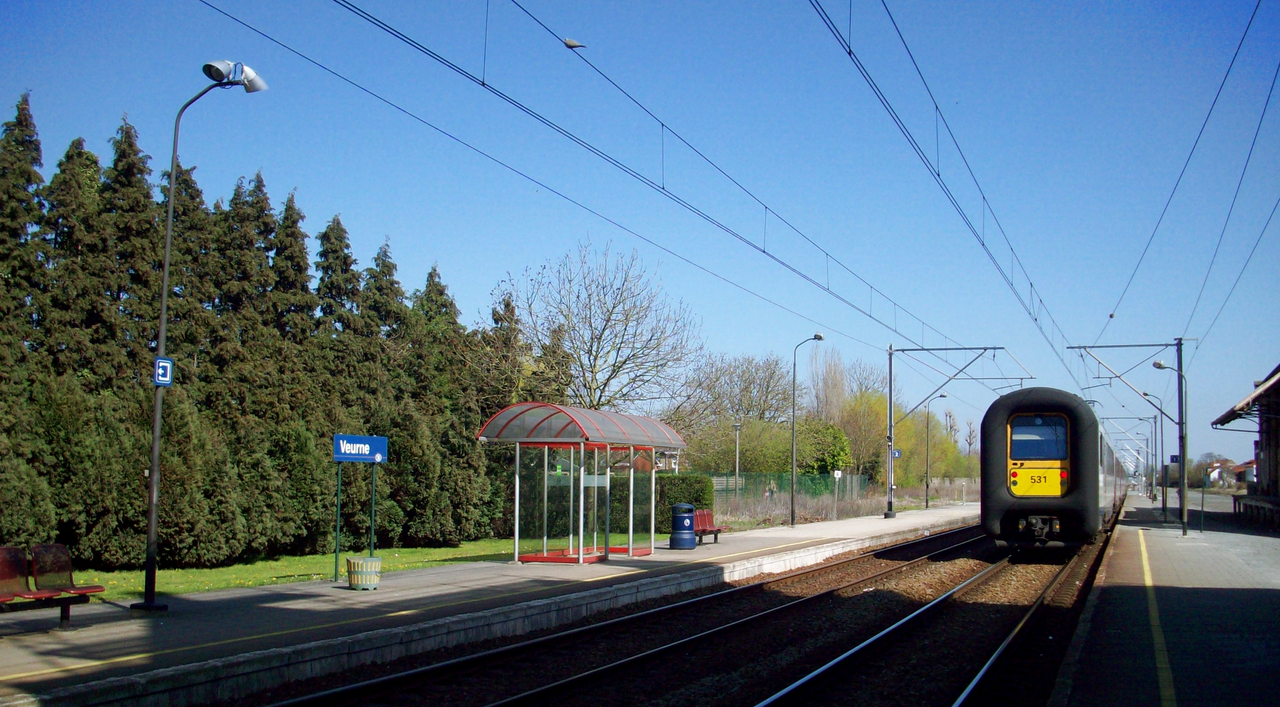
Zicht op de perrons
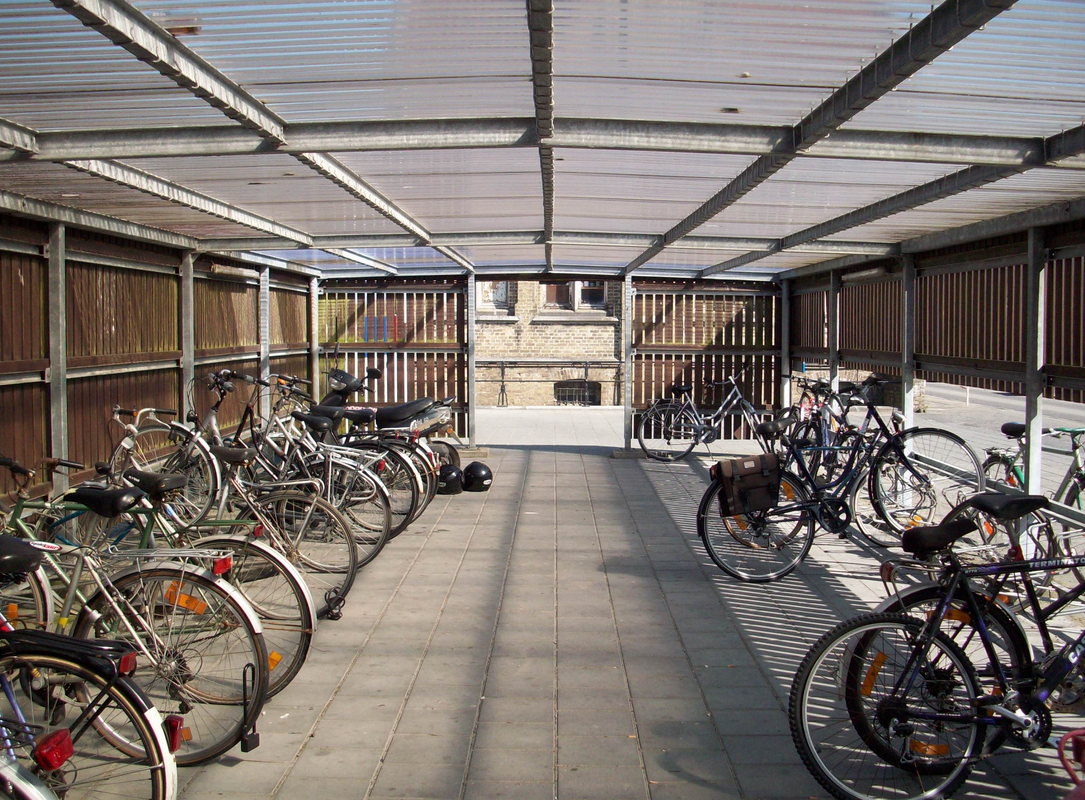
Fietsenstalling
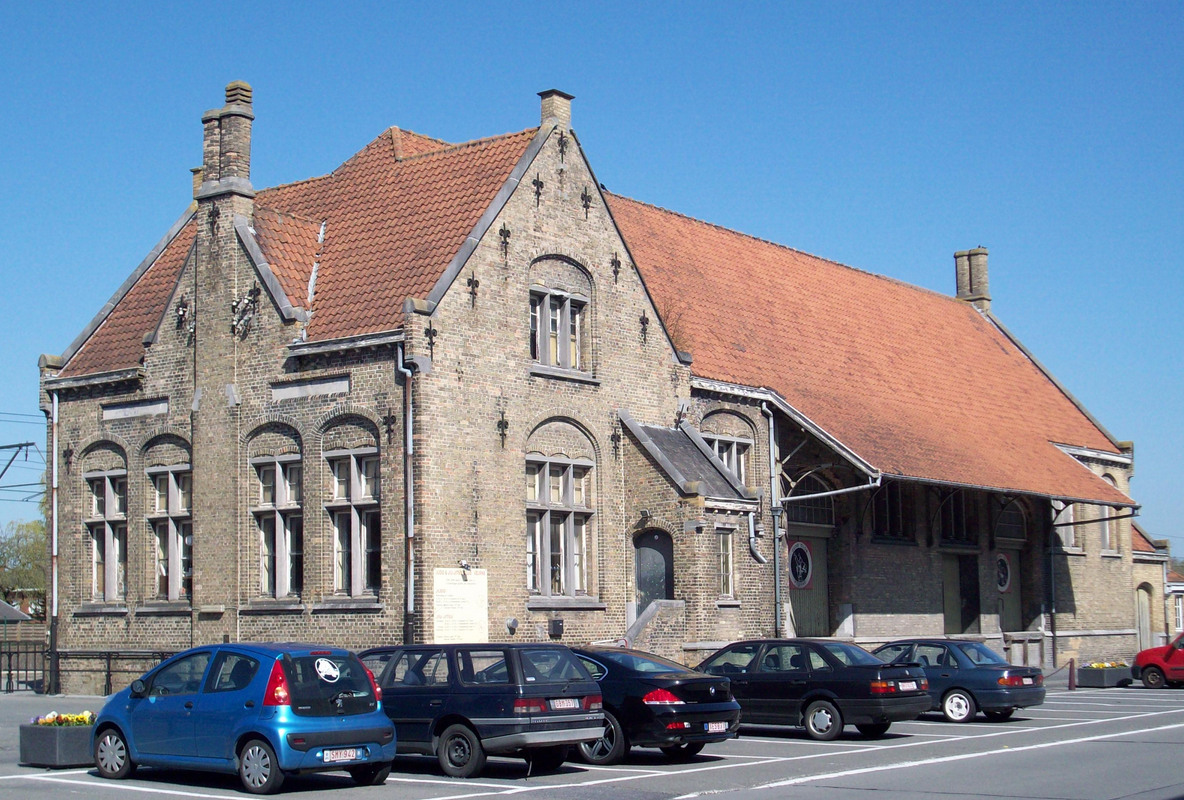
Stapelplaats
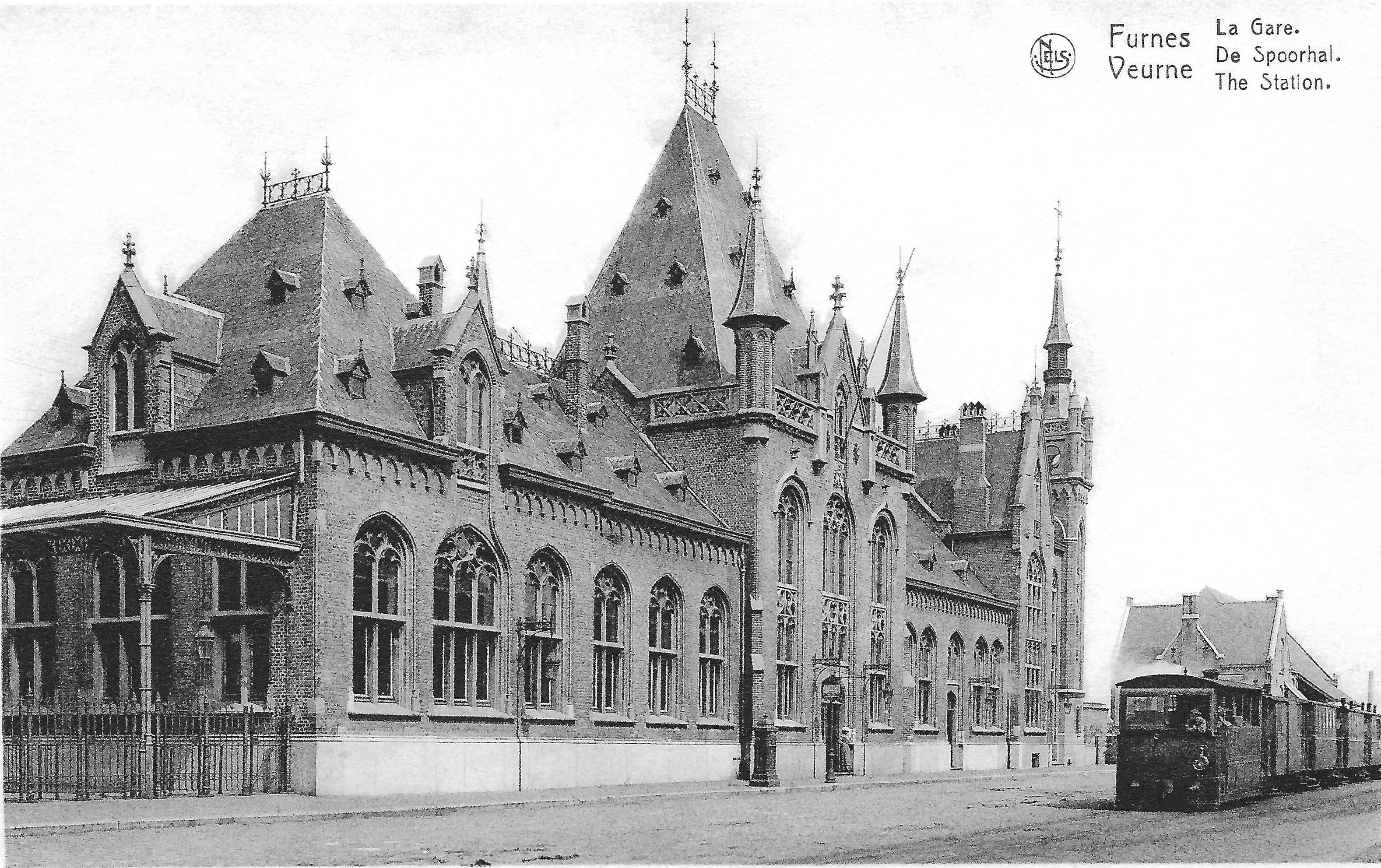
NMVB stoomtram

## Treindienst
| Serie       | Treinsoort            | Route | Bijzonderheden                                                              |
| ----------- | --------------------- | --- | --------------------------------------------------------------------------- |
| IC 28       | Intercity (NMBS)      | Antwerpen-Centraal – Gent-Sint-Pieters – Lichtervelde – Veurne – De Panne                                                            | Rijdt alleen op werkdagen.                                                  |
| IC 29       | Intercity (NMBS)      | [ De Panne – Veurne – ] Gent-Sint-Pieters – Aalst – Brussel-Zuid – Brussels Airport-Zaventem – Leuven – Landen                       | Rijdt in het weekend De Panne - Brussel-Noord.                              |
| P 7000/8000 | Piekuurtrein (NMBS)   | [ Oostende – Brugge – ] / [ De Panne – Veurne – ] / [ Poperinge – Ieper – Kortrijk – ] Gent-Sint-Pieters – Brussel-Zuid – Schaarbeek | Twee treinen per dag per richting. Een trein op zondagavond vanaf De Panne. |
| P 7995/8995 | Piekuurtrein (NMBS)   | [ De Panne – Veurne – ] / [ Kortrijk – ] Gent-Sint-Pieters                                                                           | Rijdt alleen op werkdagen.                                                  |
| ICT 6900    | Toeristentrein (NMBS) | Brussel-Noord – Brussel-Zuid – Gent-Sint-Pieters – Veurne – De Panne                                                                 | Rijdt in juli en augustus.                                                  |

## Reizigerstellingen
De grafiek en tabel geven het gemiddeld aantal instappende reizigers weer op een week-, zater- en zondag.
| Tabel: aantal instappende reizigers station Veurne | Tabel: aantal instappende reizigers station Veurne | Tabel: aantal instappende reizigers station Veurne | Tabel: aantal instappende reizigers station Veurne |
|                                                    | Weekdag                                            | Zaterdag                                           | Zondag                                             |
| -------------------------------------------------- | -------------------------------------------------- | -------------------------------------------------- | -------------------------------------------------- |
| 1977                                               | 373                                                | 138                                                | 203                                                |
| 1978                                               | 411                                                | 101                                                | 240                                                |
| 1979                                               | 342                                                | 104                                                | 322                                                |
| 1980                                               | 308                                                | 192                                                | 282                                                |
| 1981                                               | 346                                                | 119                                                | 240                                                |
| 1982                                               | 288                                                | 166                                                | 363                                                |
| 1983                                               | 248                                                | 88                                                 | 279                                                |
| 1984                                               | 254                                                | 99                                                 | 248                                                |
| 1985                                               | 314                                                | 88                                                 | 298                                                |
| 1986                                               | 337                                                | 134                                                | 256                                                |
| 1987                                               | 358                                                | 172                                                | 406                                                |
| 1988                                               | 356                                                | 213                                                | 349                                                |
| 1989                                               | 360                                                | 169                                                | 412                                                |
| 1990                                               | 398                                                | 141                                                | 446                                                |
| 1991                                               | 277                                                | 183                                                | 501                                                |
| 1992                                               | 386                                                | 308                                                | 555                                                |
| 1993                                               | 504                                                | 131                                                | -                                                  |
| 1994                                               | 378                                                | 115                                                | 141                                                |
| 1995                                               | 362                                                | 201                                                | 546                                                |
| 1996                                               | 388                                                | 202                                                | -                                                  |
| 1997                                               | 394                                                | 195                                                | -                                                  |
| 1998                                               | 405                                                | 174                                                | 398                                                |
| 1999                                               | 398                                                | 147                                                | 392                                                |
| 2000                                               | 427                                                | 236                                                | 491                                                |
| 2001                                               | 497                                                | 246                                                | 478                                                |
| 2002                                               | 447                                                | 170                                                | 510                                                |
| 2003                                               | 420                                                | 309                                                | 464                                                |
| 2004                                               | 444                                                | 188                                                | 532                                                |
| 2005                                               | 546                                                | 252                                                | 538                                                |
| 2006                                               | 524                                                | 258                                                | 541                                                |
| 2007                                               | 509                                                | 244                                                | 586                                                |
| 2008                                               | -                                                  | -                                                  | -                                                  |
| 2009                                               | 549                                                | 256                                                | 419                                                |
| 2010                                               | -                                                  | -                                                  | -                                                  |
| 2011                                               | -                                                  | -                                                  | -                                                  |
| 2012                                               | 559                                                | 246                                                | 480                                                |
| 2013                                               | 286                                                | 277                                                | 482                                                |
| 2014                                               | 490                                                | 205                                                | 531                                                |
| 2015                                               | 436                                                | 255                                                | 330                                                |
| 2016                                               | 516                                                | 222                                                | 427                                                |
| 2017                                               | 521                                                | 269                                                | 477                                                |
| 2018                                               | 568                                                | 205                                                | 432                                                |
| 2019                                               | 506                                                | 212                                                | 400                                                |
| 2020                                               | 353                                                | 181                                                | 356                                                |
| 2021                                               | -                                                  | -                                                  | -                                                  |
| 2022                                               | 463                                                | 199                                                | 540                                                |
| 2023                                               | 415                                                | 249                                                | 449                                                |
| 2024                                               | 469                                                | 223                                                | 398                                                |

0: Deinze ·
4,5: Grammene ·
6,2: Wontergem ·
8,3: Aarsele ·
15,6: Tielt ·
20,1: Pittem ·
24,0: Ardooie-Koolskamp ·
26,5: Kortekeer ·
31,7: Lichtervelde ·
37,7: Kortemark ·
40,5: Handzame ·
43,7: Zarren ·
47,9: Esen ·
50,4: Diksmuide ·
52,0: Kaaskerke ·
54,8: Oostkerke ·
62,4: Avekapelle ·
65,5: Veurne ·
66,9: Koksijde ·
70,5: De Panne